# Harald Mjöberg

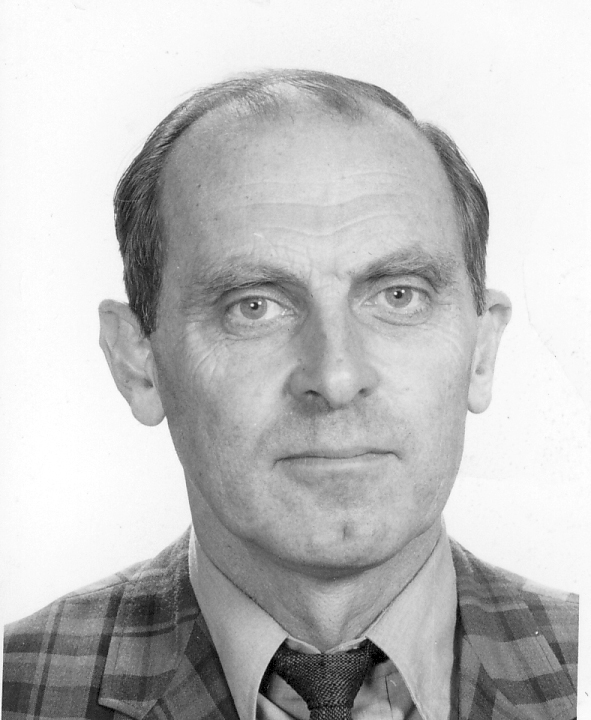
Harald Mjöberg, ca 1970

Harald Mjöberg, född 3 maj 1916 i Göteborg, död 16 maj 1998 i Lidingö, var en svensk arkitekt.

## Biografi
Mjöberg tog studentexamen vid Högre allmänna läroverket i Lund (Katedralskolan i Lund) 1934. Han bedrev därefter studier i konsthistoria vid Lunds universitet någon tid, men valde att utbilda sig till arkitekt och tog arkitektexamen vid Kungliga Tekniska högskolan (KTH) i Stockholm 1942. Han studerade bland annat under Gunnar Asplund . Han bedrev också vidareutbildning vid Kungliga Konstakademien (Kungliga Akademien för de fria konsterna) 1944-1945.
Mjöberg var först anställd vid LBF (Lantbruksförbundets Byggnadsförening) 1942-1945, och var därefter verksam från 1946 vid AB Vattenbyggnadsbyrån (VBB) först i Stockholm, därefter i Malmö 1955-1961, och därefter åter i Stockholm fram till sin pensionering 1981. Han utsågs vid VBB till chefsarkitekt 1964 och till teknisk direktör 1977. Han var styrelseledamot i VBB 1977-1981.
Mjöbergs yrkesverksamhet var inriktad mot stadsbyggnadsprojekt i Sverige och i ca 20 olika länder i Asien, Afrika och Latinamerika, speciellt i Saudiarabien och Kuwait. Utöver design av bostadsområden och stadsplanering, som huvudinriktning, kom Harald också att arbeta med flera av VBB:s specialområden omfattande design av vattentorn, vattenverk, avloppsbehandlingsverk, och vattenkraftstationer. 
Mjöberg hade ett flertal läraruppdrag, bland annat som tillförordnad professor i stadsplanering vid Kungliga Tekniska högskolan (KTH) 1969-1970. Inom Svenska Arkitekters Riksförbund (SAR) innehade han flera olika styrelseuppdrag och han var ordförande för tävlings- och förtroendenämnderna under en period. Han hade styrelseuppdrag i Sveriges konsulterande ingenjörers förening samt i International Society of City and Regional Planners. Han innehade också ytterligare ett antal olika förtroendeuppdrag, bland annat som nominerare till Aga Khan Award 1980-1989.
Mjöberg var son till Josua Mjöberg och Astrid Josefson (1881-1951) och bror till Jöran Mjöberg. Han gifte sig 1943 med Malin Leander (1923-2020), med vilken han fick tre barn. Han är begraven vid Breareds kyrka i Simlångsdalen.